# Ciril Vidmar
Ciril Vidmar, slovenski založnik, * 15. maj 1899, Ljubljana, † 28. februar 1982, Radovljica
Ciril se je rodil Josipini in Josipu Vidmarju. Je mlajši brat Milana, Staneta ter Josipa in dvojček Mete.
Ciril je bil uspešen založnik, ki je založil najpomembnejša dela Prežihovega Voranca, Speransa in drugih.
Bil je tudi šahist in predsednik šahovske zveze Slovenije med leti 1938–40.

## Vir
- Splošno žensko društvo 1901-1945, od dobrih deklet do feministk (COBISS), str. 137

1. 1 2 3 4  Slovenska biografija — Znanstvenoraziskovalni center Slovenske akademije znanosti in umetnosti. — ISSN 2350-5370